# Ronald McLean
Ronald Gordon McLean (Londres, 26 de març de 1881 – Shirley, West Midlands, 2 de juliol de 1941) va ser un gimnasta artístic anglès que va competir a començament del segle xx.
El 1912 va prendre part en els Jocs Olímpics d'Estocolm, on va guanyar la medalla de bronze en el concurs complet per equips del programa de gimnàstica.
Vuit anys més tard, un cop finalitzada la Primera Guerra Mundial, va prendre part en els Jocs d'Anvers, on fou cinquè en el concurs complet per equips del programa de gimnàstica.